# John Hedin

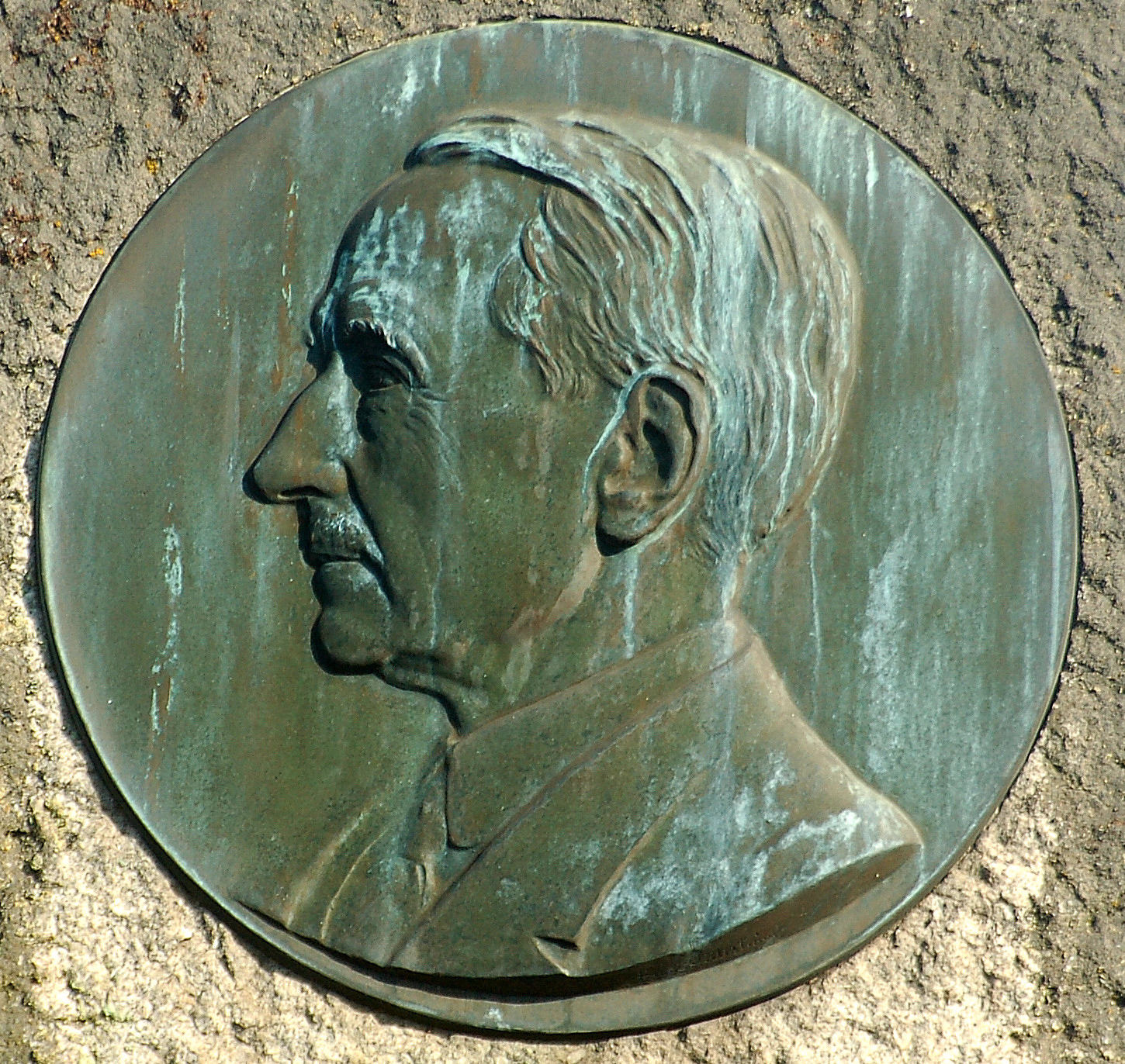
John Hedin.

John Erik Hedin, född 28 maj 1871 i Badelunda församling, Västmanlands län, död 30 april 1951 i Mariestad, var en svensk företagare och riksdagsman. Han var far till Tore Hedin.
John Hedin var son till lantbrukaren Erik Albert Peterson och hans hustru Catharina Augusta Hedin. Han blev elev vid Tekniska högskolan och erhöll avgångsexamen från fackavdelningen för maskinbyggnad och mekanisk teknologi där 1891. Hedin var 1891–1897 anställd vid Köpings mekaniska verkstad och därefter 1897–1904 överingenjör och ritkontorschef och 1904–1912 disponent vid Lidköpings mekaniska verkstad. Han var initiativtagare vid bildandet av Kraft AB Gullspång-Munkfors, disponent där 1906–1942 samt ledamot av styrelsen och 1913–1951 styrelsens ordförande. Hedin var därutöver bland annat ledamot av styrelsen för Aktiebolaget Gasaccumulator 1909–1911 och 1920–1951 (styrelsens ordförande 1937–1949) och ledamot av styrelsen för Svenska Vattenkraftsföreningen 1909–1943.
Han var även verksam som högerpolitiker och var stadsfullmäktige i Lidköping och dess vice ordförande 1910–1912, ledamot av Skaraborgs läns landsting 1910–1913, ledamot av stadsfullmäktige i Mariestad 1915–1942 (som ordförande 1923–1942) och ledamot av andra kammaren 1925–1928.